# São Francisco do Conde
São Francisco do Conde est une municipalité brésilienne de l'État de Bahia. Sa population est d'environ 26700 habitants  (2013) et jusqu'à 1697 appartenait à Salvador. 
C'est la municipalité de Bahia qui a le PIB par habitant le plus élevé. Ceci est dû aux impôts de R$ 200 millions par an payés par la raffinerie de pétrole RLAM de la Petrobras établie sur son territoire.
Malgré cela, les conditions de vie dans la municipalité sont bien en dessous de celles souhaitées. Son taux de mortalité infantile est supérieur à celui considéré comme normal pour l'OMS. Il n'y a pas traitement d'égouts et seulement la moitié de la population dispose d'eau potable. Cette situation serait due à une mauvaise administration et à une malversation des fonds publics.
L'île de Cajaíba se situe en face de la municipalité de São Francisco do Conde, au littoral de l'État de Bahia, Brasil.
Séparée du continent par un canal, l'île a huit kilomètres de longueur. Elle est connue par son histoire et ses beautés naturelles. Elle a une plage privée.
Son occupation commença à l'époque du Brésil colonial quand on y construit une plantation de la production de sucre. Une bonne partie des installations sont encore conservées y compris les palmiers centenaires.

## Source
- (pt) Cet article est partiellement ou en totalité issu de l’article de Wikipédia en portugais intitulé « São Francisco do Conde » (voir la liste des auteurs).